# Смисао живота
Смисао живота или одговор на питање „У чему је смисао живота” односи се на значај живљења или постојања уопште. Многа сродна питања укључују: „Зашто смо овде?”, „Шта је живот?” или „Која је сврха постојања?”. Постоји велики број предложених одговора на ова питања са различитих културних и идеолошких гледишта. Трагање за значајем живота произвело је много филозофских, научних, теолошких и метафизичких спекулација током историје. Различити људи и културе верују различитим стварима за одговор на ово питање.
Смисао живота, како га тумачимо, произилази из филозофске и религијске контемплације и научних истраживања о постојању, друштвеним везама, свесности и срећи. Укључена су и многа друга питања као што су симболичко значење, онтологија, вредност, сврха, етика, добро и зло, слободна воља, постојање једног Бога или више богова, појам Бога, душа и загробни живот. Начни доприноси се првенствено фокусирају на описивање сродних емпиријских чињеница о универзуму, истраживање контекста и параметара који се односе на животно „како”. Наука такође проучава и може пружити препоруке за остваривање благостања и сродне концепције моралности. Алтернативни, хуманистички приступ поставља питање „Шта је значење мог живота?”.

## Питања
Питања о смислу живота изражена су на разне начине, укључујући следеће:
- Шта је смисао живота? О чему се ради? Ко смо ми?[1][2][3]
- Зашто смо овде? Због чега смо овде?[4][5][6]
- Шта је порекло живота?[7]
- Шта је природа живота? Шта је природа стварности?[7][8][9]
- Која је сврха живота? Шта је сврха нечијег живота?[8][10][11]
- Који је значај живота?[10]
- Шта је смислено и вредно у животу?[12]
- Шта је вредност живота?[13]
- Који је разлог за живот? За шта живимо?[6][14]

Ова питања резултовала су широким распоном конкурентних одговора и аргумената, од научних теорија до филозофских, теолошких и духовних објашњења.

## Научно истраживање и перспективе
Многи чланови научне заједнице и филозофија научних заједница сматрају да наука може пружити релевантан контекст и поставити параметре неопходне за решавање питања везаних за значење живота. По њиховом мишљењу, наука може понудити широк спектар увида о темама које се крећу од науке о срећи до смртног страха. Научна истраживања олакшавају ово кроз номолошку истрагу о различитим аспектима живота и реалности, попут Великог праска, порекла живота и еволуције, те проучавањем објективних фактора који су у корелацији са субјективним искуством са значењем и срећом.

### Психолошки значај и вредност у животу
Истраживачи позитивне психологије проучавају емпиријске факторе који доводе до задовољства у животу, пуног ангажовања у активностима, прављења већег доприноса користећи своју личну снагу и значења заснована на улагању у нешто веће од себе. Студије о искуствима са „током” су указивале на то да људи откривају значење и испуњење приликом савладавања изазовних задатака и да искуство долази из начина на који се задатку приступа и изводи уместо посебне врсте задатка. Класичан пример је са два радника на очигледно досадној производној линији у фабрици. Један третира рад као мукотрпан посао док га други претвара у игру како би видео колико брзо може направити сваку јединицу и постиже „ток” у процесу.
Неуронаука описује награду, задовољство и мотивацију у смислу активности неуротрансмитера, посебно у лимбичком систему и нарочито у вентралном тегменталном подручју. Ако неко верује да је смисао живота да максимизује задовољство и генерално олакша живот, онда то омогућава нормативна предвиђања о томе како поступити да би то постигли. Исто тако, неки етички натуралисти заговарају науку о моралу — емпиријску потрагу за цветањем за сва свесна створења.
Истраживање експерименталне филозофије и неуроетике прикупља податке о људским етичким одлукама у контролисаним сценаријима, као што су проблеми са тролејбусом. Показало се да су многе врсте етичких предрасуда универзалне у свим културама, што указује на то да оне могу бити урођене, док су друге специфичне за културу. Открића показују да стварно људско етичко размишљање није у супротности са најлогичнијим филозофским темама, на пример конзистентно показујући разлику између деловања по узроку и деловања по пропустима који би били одсутни из теорија базираних на узроцима. Когнитивна наука је теоретисала о разликама између конзервативне и либералне етике и како се оне могу заснивати на различитим метафорама из породичног живота, као што су јаки очински против нежних мајчинских модела.
Неуротеологија је контроверзно поље које покушава да пронађе неутралне узајамне везе и механизме верског искуства. Неки истраживачи сугеришу да људски мозак има урођене механизме за таква искуства и да живот без њихове употребе за сврхе свог развоја могу бити узрок неравнотеже. Студије су пријавиле конфликтне резултате у повезивању среће са религијским веровањима и тешко је пронаћи непристрасне мета-анализе.
Социологија процењује вредност на друштвеном нивоу користећи теоретске конструкте попут теорија вредности, норми, аномије итд. Један систем вредности који су предложили социјални психолози, широко познато као Теорија управљања терором, наводи да људско значење произилази из основног страха од смрти, а вредности се бирају по томе да ли нам дозвољавају да побегнемо од менталног подсетника на смрт.
Појава истраживања показује да значење у животу предвиђа боље резултате физичког здравља. Веће значење повезано је са смањеним ризиком од Алцхајмерове болести, смањеним ризиком од срчаног удара код појединаца са коронарним срчаним обољењима, смањеним ризиком од можданог удара и повећаном дуговечности код америчких и јапанских примера. Британска национална здравствена служба је 2014. године почела да препоручује петостепени план за ментално благостање, заснован на смисленом животу, чији су кораци:
1. повежите се са заједницом и породицом;
2. физички вежбајте;
3. доживотно учите;
4. давајте другима;
5. будите свесни света око вас.[23]

### Порекло и природа биолошког живота
Тачни механизми абиогенезе нису познати: значајне хипотезе укључују хипотезу о РНК свету (репликатори засновани на РНК) и хипотезу о гвожђе-сумпор свету (метаболизам без генетике). Процес којим су се различити облици живота развијали кроз историју путем генетичке мутације и природне селекције објашњава се еволуцијом. Крајем 20. века, биолози Џорџ Кристофер Вилијамс, Ричард Докинс и Дејвид Хејг, између осталих, закључили су да ако постоји примарна функција живота, то је репликација ДНК и опстанак њихових гена. Овакав став није постигао универзалну сагласност; Џереми Грифит је значајан изузетак, тврдећи да је смисао живота интегративан. Реагујући на питање Ричарда Докинса из интервјуа „за шта је то све”, Џејмс Вотсон је рекао: „Мислим да ми нисмо ни за шта. Ми смо само производи еволуције.”
Иако су научници интензивно проучавали живот на Земљи, дефинисање живота у недвосмисленим терминима и даље је изазов. Физички, може се рећи да се живот „храни негативном ентропијом” односећи се на процес којим живи; ентитети смањују своју унутрашњу ентропију на рачун неке врсте енергије преузете из околине. Биолози се генерално слажу да су облици живота самоорганизујући системи који регулишу своје унутрашње окружење како би одржали ово стање организације, а метаболизам служи за обезбеђивање енергије, док репродукција помаже да се живот настави генерацијама. Типично, организми одговарају на стимулансе и генетске информације од генерације до генерације, што доводи до прилагођавања кроз еволуцију; ово оптимизује шансе за преживљавање за појединачне организме и њихове потомке.
Нећелијски репликациони агенси, нарочито вируси, генерално се не сматрају организмима, јер нису способни за самосталну репродукцију или метаболизам. Ова класификација је проблематична јер су неки паразити и ендосимбиоти такође неспособни за самосталан живот. Астробиологија проучава могућност различитих облика живота на другим световима, укључујући репликацијске структуре направљене од материјала који нису ДНК.

### Порекло и крајња судбина свемира
Иако је теорија Великог праска наишла на пуно скептицизма када је први пут представљена, постала је веома подржана од стране неколико независних посматрања. Међутим, тренутна физика може само описати рани свемир до 10−43 секунди након Великог праска (где нула у времену одговара бесконачној температури); била би потребна теорија квантне гравитације да би се разумели догађаји пре тог времена. Без обзира на то, многи физичари су спекулисали шта би претходило овој граници и како је свемир настао. На пример, једно тумачење је да се Велики прасак десио случајно и када се узме у обзир антропични принцип, понекад се тумачи као импликација постојања мултиверзума.
Крајња судбина свемира, а имплицитно и човечанства, претпоставља се као она у којој ће биолошки свет постати неодржив, као што је Велико смрзавање, Велико кидање или Велико дробљење.
Теоријска космологија проучава многе алтернативне спекулативне моделе за настанак и судбину свемира изван теорије Великог праска. Недавни тренд био је модел стварања „беба универзума” у црним рупама, а наш велики прасак је заправо бела рупа унутар црне рупе у неком другом родитељском универзуму. Теорије мултиверзума тврде да је свака могућност квантне механике одиграна у паралелним универзумима.

### Научна питања о уму
Природа и порекло свести и самог ума такође је широко расправљана у науци. Објашњавајући јаз је генерално изједначен са тешким проблемом свести, а питање слободне воље такође је од фундаменталног значаја. Ови предмети се баве областима когнитивних наука, неуронауке (нпр. неуронаука слободне воље) и филозофије духа, иако су неки еволуциони биолози и теоретски физичари направили неколико алузија на ту тему.
Приступ редукционизма и елиминативног материјализма, на пример Модел са више нацрта, сматра да свест може у потпуности да се објасни преко неуронауке кроз рад мозга и његових неурона, придржавајући се тако биолошког натурализма.
С друге стране, неки научници попут Андреја Линдеа, сматрају да свест, као и простор-време, може имати сопствене унутрашње степене слободе и да нечија опажања могу бити стварна (ако не и стварнија од) материјалних предмета. Хипотезе свести и простор-времена објашњавају свест описујући „простор свесних елемената”, често обухватајући више додатних димензија. Електромагнетне теорије свест решавају везујући проблем свести, тврдећи да је електромагнетно поље које ствара мозак актуелни носач свесног искуства, али постоји неслагање око примене те теорије када се односи на друге радње ума. Теорије квантног ума користе квантну механику у објашњавању одређених својстава ума. Објашњење процеса слободне воље кроз квантне феномене је популарна алтернатива детерминизму.

#### Парапсихологија
На основу премиса нематеријалистичких објашњења ума, неки су предложили постојање космичке свести, тврдећи да је свест заправо „основа свих бића”. Заговорници овог погледа наводе извештаје паранормалних феномена, првенствено екстрасензорних перцепција и пророчких моћи, као доказа за бестелесну вишу свесност. У нади да ће доказати постојање ових феномена, парапсихолози су организовали различите експерименте, али успешни резултати могу бити због лоших експерименталних контрола и могу имати алтернативна објашњења.

### Природа смисла живота
Најчешће дефиниције смисла живота укључују три компоненте. Прво, Рекер и Вонг дефинишу лични смисао као „схватање реда, кохерентности и сврхе у постојању, потрази и постизању вредних циљева и пратећег осећаја испуњења.” Мартела и Стегер су 2016. године дефинисали смисао као кохерентност, сврху и значај. Насупрот томе, Вонг је предложио четворокомпонентно решење питања смисла живота, са четири компоненте — сврха, разумевање, одговорност и уживање (енг. PURE — Purpose, Understanding, Responsibility, Enjoyment):
1. Морате изабрати вредну сврху или значајан животни циљ.
2. Морате имати довољно разумевања о томе ко сте, шта живот од вас захтева и како можете играти значајну улогу у животу.
3. Само ви сте одговорни за одлучивање о томе какав живот желите да живите и шта представља значајан и вредан животни циљ.
4. Уживаћете у дубоком осећају значаја и задовољства само када извршите своју одговорност за самоодређење и активно тражите вредан животни циљ.

Овако, осећај значаја прожима сваку димензију смисла, а не представља посебан фактор.
Иако већина истраживача из психологије сматра смисао живота субјективним осјећајем или пресудом, већина филозофа (нпр. Тадиус Мец, Данијел Хајброн) предлажу да постоје и објективни конкретни критеријуми за оно што представља смисао у животу. Вонг је предложио да смисленост живота не зависи само од субјективних осећаја, већ, важније, од тога да ли је постизање циља и живот неке особе у целини значајно према неком објективном нормативном стандарду.

## Западњачке филозофске перспективе
Филозофске перспективе о смислу живота су оне идеологије које објашњавају живот у смислу идеала или апстракција које људи одређују.

### Филозофија древних Грка

#### Платонизам
Платон, Сократов ученик, један је од најранијих, најутицајнијих филозофа. Његов углед долази од његовог идеализма да верује у постојање универзала. Његова Теорија форми предлаже да универзали не постоје физички, као што постоје предмети, већ као небески облици. У дијалогу Држава, Сократов лик описује Облик доброг. Његова теорија о правди у души односи се на идеју среће која је релевантна за питање смисла живота.
У платонизму, смисао живота је у остваривању највишег облика знања, што је Идеја (облик) доброг, из којег све добре и правичне ствари добијају корисност и вредност.

#### Цинизам
Антистен, Сократов ученик, први је представио теме цинизма, наводећи да сврха живота живи у животу Врлине која се слаже са Природом. Срећа зависи од тога да ли је неко самоуверен и господар свог менталног става; патња је последица лажних пресуда вредности, које узрокују негативне емоције и истовремено злобни карактер.
Цинични живот одбацује конвенционалне жеље за богатством, моћи, здрављем и славом, ослобађајући се имовине стечене у конвенционалном поступку. Као разумна створења, људи могу постићи срећу кроз ригорозну обуку, тако што ће живети на начин природан људима. Свет подједнако припада свима, тако да је патња проузрокована лажним пресудама о ономе што је вредно или што је безвредно по обичајима и конвенцијама друштва.

#### Циренизам
Аристип из Цирене, ученик Сократа, основао је рану сократску школу која је истакла само једну страну Сократовог учења — да је срећа само један од циљева моралне акције и да је задовољство врховно добро; стога је хедонистички поглед на свет, односно телесно задовољство, интензивније од менталног задовољства. Циренци преферирају непосредну захвалност дугорочном добитку одложеног задовољства; порицање је непријатна несрећа.

### Просветитељска филозофија
Просветитељство и колонијална ера су променили природу европске филозофије и извели је широм света. Преданост и подређеност Богу су у великој мери замењени појмовима неотуђивих природних права и потенцијалима разума, а универзални идеали љубави и саосећања отворили су пут грађанским појмовима слободе, једнакости и грађанства. Смисао живота се такође променио, мање се фокусирајући на однос човечанства са Богом, а више на однос између појединца и њиховог друштва. Ова ера испуњена је теоријама које изједначавају значајно постојање са друштвеним поретком.

#### Класични либерализам
Класични либерализам је скуп идеја које су настале у 17. и 18. веку, из сукоба између растућих, богатих, власничких класа и утврђених аристократских и верских сталежа који су доминирали Европом. Либерализам класификује људе као бића са неотуђивим природним правима (укључујући и право задржавања богатства оствареног сопственим радом), и тражио је начин за уравнотежење права широм друштва. Уопштено, сматра се да је индивидуална слобода најважнији циљ, зато што су само кроз обезбеђену слободу друга инхерентна права заштићена.
Постоји много облика и деривација либеризма, али њихове централне концепције о смислу живота воде три главне идеје. Рани мислиоци, као што су Џон Лок, Жан Жак Русо и Адам Смит, пронашли су смисао постојања у раду и имовини и коришћењем социјалних уговора за стварање окружења које подржава те напоре.

#### Кантаизам
Кантаизам је филозофија заснована на етичком, епистемологичном и метафизичком раду Имануела Канта. Кант је познат по својој деонтолошкој теорији у којој постоји јединствена морална обавеза, „категорички императив”, изведен из концепта дужности. Кантаисти верују да се све акције обављају у складу са неком основном максимом или принципом, а да би поступци били етички, морају се придржавати категоричког императива.
Једноставно речено, тест је да се мора универзализовати максима (замислити да су сви људи поступили на овај начин), а затим да се види да ли ће и даље бити могуће извршити максиму у свету без контрадикције. У Основама, Кант даје пример особе која жели да позајми новац без намере да га врати. Ово је контрадикција јер ако би то била универзална акција, нико више не би позајмљивао новац, јер би се знало да га никад неће вратити. Максима ове акције, каже Кант, доводи до контрадикције у замишљености (и стога је у супротности са савршеном дужношћу).
Кант такође негира да последица дела на било који начин може допринети моралној вредности тог дела, његово мишљење је да је физички свет изван своје потпуне контроле и стога се не може сматрати одговорним за догађаје који се појављују у њему.

### Филозофија 19. века

#### Утилитаризам
Порекло утилитаризма може се пратити колико и Епикур, али као школа, он се приписује Џеремију Бентаму, који је утврдио да је „природа ставила човечанство под управљање два суверена господара, бол и задовољство”, те је из тог моралног увида проистекло Правило корисности: „да је добро оно што доноси највећу срећу највећем броју људи”. Он је дефинисао смисао живота као „највеће начело среће”.
Најважнији предлагач Џеремија Бентама је Џејмс Мил, значајни филозоф његових дана, отац Џона Стјуарта Мила. Млађи Мил се образовао по Бентановим принципима, укључујући преписивање и резимирање већине дела његовог оца.

#### Нихилизам
Нихилизам сугерише да живот нема објективног смисла.

### Филозофија 20. века
Садашња ера видела је радикалне промене и у формалним и у популарним концептима људске природе. Знање откривено савременом науком је ефикасно преписало однос човечанства са природним светом. Напредак медицине и технологије ослободио је људе од значајних ограничења и обољења претходних времена; и филозофија је променила начин на који се схватају односи људи са самим собом и са другима. Питања о смислу живота су такође наишла на радикалне промене, од покушаја поновног процењивања људског постојања у биолошком и научном смислу (као у прагматизму и логичком позитивизму) до напора да се мета-теоретише о стварању смисла као личне, индивидуално усмерене активности (егзистенцијализам, секуларни хуманизам).

#### Прагматизам
Прагматизам заступа став да све што је корисно и практично није увек истинито, тврдећи да је оно што највише доприноси људском добру на дуге стазе истинито. У пракси, теоријске тврдње морају бити практично проверљиве, тј. оне би требало да буду предвидиве и тестиране, и да би, на крају, потребе човечанства водиле људско интелектуално истраживање.
Прагматистички филозофи сугеришу да је практично и корисно разумевање живота важније од тражења непрактичне апстрактне истине о животу. Вилијам Џејмс је тврдио да се истина може направити, али не и пронаћи. Према прагматичарима, смисао живота се може открити само преко искуства.

#### Теизам
Теисти верују да је Бог створио универзум и да је имао сврху у томе. Теисти такође сматрају да људи траже смисао и сврху свог живота у Божјој сврси у стварању. Теисти даље тврде да уколико не постоји Бог да животу да крајње значење, вредност и сврху, онда би живот био апсурдан.

## Источноазијске филозофске перспективе

### Моцизам
Моцистички филозофи су веровали да је сврха живота универзална, непристрасна љубав. Моцизам је промовисао филозофију непристрасне бриге — особа треба једнако да се брине за све друге особе, без обзира на њен однос са тим особама. Израз ове неселективне бриге је оно што чини човека праведним бићем у моцистичкој школи. Ово заступање непристрасности било је мета напада других кинеских филозофских школа, нарочито конфучијаниста који су веровали да, иако љубав треба да буде безусловна, не треба да буде неселективна. На пример, деца треба да воле своје родитеље више него неке случајне странце.

### Конфучијанизам
Конфучијанизам препознаје људску природу у складу са потребом за дисциплином и образовањем. Будући да је човечанство подстакнуто и позитивним и негативним утицајима, конфучијанисти виде циљ у постизању врлине кроз јаке односе. Овај нагласак на нормалан живот види се у цитату конфучијанистичког ученика Ту Веј Минга: „можемо схватити крајњи смисао живота у обичној људској егзистенцији.”

### Легализам
Легалисти су веровали да је проналажење сврхе у животу бесмислен напор. За њих, само практично знање било је драгоцено, поготово оно које се односило на функционисање и перформансе државе.

## Религијске перспективе
Религијске перспективе о смислу живота су оне идеологије које објашњавају живот у смислу имплицитне сврхе коју људи нису дефинисали. Према Повељи о саучесности коју су потписале многе водеће религијске и секуларне организације света, срж религије је у златном правилу да треба „поступати према другима онако како бисте желели да они поступају са вама”.

### Ислам
У исламу, крајња сврха човечанства јесте откривање његовог творца Алаха (Бога) кроз Његове знакове, и показивање захвалности Њему кроз искрену љубав и преданост. Ово се практично показује пратећи Божанске смернице откривене у Курану и Традицији пророка. Земаљски живот је тест који одређује свачију близину Алаху у будућности. Човек ће, или бити близу Њега и Његове љубави у Џенету (рају) или далеко у Џехенему (паклу).

### Јудаизам
У јудаистичком погледу на свет, смисао живота је узвисити физички свет и припремити га за свет који долази, месијанску еру. Свет који долази може значити и духовни загробни живот, а постоји и дебата о есхатолошком поретку. Међутим, јудаизам није фокусиран на лично спасење, већ на јавна (између човека и човека) и индивидуална (између човека и Бога) духовна дела на овом свету.

### Хришћанство
Хришћанство има корене у јудаизму. Његова централна уверења потичу од учења Исуса Христа како је представљено у Новом завету. Сврха живота по хришћанству је у тражењу божанског спасења кроз Божју милост и Христово посредовање.
Недавни алтернативни хришћански теолошки дискурс тумачи да је Исус показао сврху живота која се састоји од развијања наше саосећајности за људску патњу; ипак, конвенционални хришћански став јесте да су људи оправдани вером у Исусову жртву смрти на крсту.

## Популарни ставови
„Шта је сврха живота?” је питање које себи поставе многи људи у једном тренутку у животу, често у контексту „Која је сврха живота?”. Неки популарни одговори дати су испод.

### Да остваримо свој потенцијал и идеје
- Да пратимо снове.[68]
- Да живимо своје снове.[69]
- Да га потрошимо на нешто што ће га надживети.[70]
- Да будемо битни: да заступамо нешто, да направимо неку разлику.[70]
- Да проширимо свој потенцијал у животу.[69]
- Да постанемо особа која смо одувек хтели да будемо.[71]
- Да постанемо најбоља верзија себе.[72]
- Да тражимо срећу[73] и успемо у томе.[3]
- Да будемо истински аутентично људско биће.[74]
- Да можемо да ставимо целе себе у своја осећања, посао и уверења.[70]
- Да пратимо или се предамо нашој судбини.[75][76][77]
- Да постигнемо блаженство, цветање људског духа.

### Да постигнемо биолошку савршеност
- Да преживимо,[78] тј. да живимо што је дуже могуће,[79] укључујући и потрагу за бесмртношћу (на научне начине).[80]
- Да живимо вечно[80] или умремо покушавајући.[81]
- Постојање: да наставимо постојати, да наставимо бити, да очувамо сопствено постојање; да не престанемо постојати, да не нестанемо; да опстајемо захваљујући себи; да превладамо претње свог постојања; егзистенцијална и онтолошка самодовољност.
- Да се прилагодимо: Често да побољшамо своје шансе за успех у другој сврси; понекад као сврха сама по себи (прилагођавање прилагођавању).
- Да еволуирамо.[82]
- Да се реплицирамо, репродукујемо.[68] „Сан сваке ћелије је да постане две ћелије.”[83][84][85][86]

### Да тражимо мудрост и знање
- Да проширимо перцепцију света.[68]
- Да пратимо трагове и и нађемо излаз.[87]
- Да научимо што је могуће више ствари у животу.[88]
- Да знамо колико год је могуће о што више ствари.[89]
- Да тражимо мудрост и знање и да укротимо ум, како бисмо избегли патње проузроковане незнањем и нашли срећу.[90]
- Да се суочимо са нашим страховима и прихватимо поуке које нам живот нуди.[75]
- Да нађемо смисао или сврху живота.[91][92]
- Да нађемо разлог за живот.[93]
- Да решимо неравнотежу ума разумевањем природе стварности.[94]

### Да радимо добро, да радимо исправну ствар
- Да свет оставимо бољим местом него што смо га затекли.[68]
- Да учинимо све од себе да напустимо сваку ситуацију бољом него што смо је затекли.[68]
- Да користимо другима.[6]
- Да дајемо више него што узимамо.[68]
- Да окончамо патњу.[95][96]
- Да створимо једнакост.[97][98][99]
- Да прекинемо угњетавање.[100]
- Да делимо богатство.[101][102]
- Да будемо великодушни.[103][104]
- Да доприносимо добробити и духу других.[105][106]
- Да помогнемо другима,[3][104] да помажемо једни другима.[107] Да искористимо сваку прилику да помогнемо другима на нашем путовању на земљи.[68]
- Да будемо креативни и иновативни.[105]
- Да праштамо.[68]
- Да прихватимо и опростимо људске мане.[108]
- Да будемо емоционално искрени.[70]
- Да будемо одговорни.[70]
- Да будемо часни.[70]
- Да тражимо мир.[70]

### Да волимо, осећамо и уживамо у животу
- Да волимо више.[68]
- Да волимо оне који нам значе највише. Сваки живот који додирнемо ће нас додирнути.[68]
- Да чувамо сваки пријатан осећај који имамо.[68]
- Да тражимо лепоту у свим њеним облицима.[68]
- Да се забављамо или уживамо у животу.[75][105]
- Да тражимо задовољство[70] и избегавамо бол.[109]
- Да будемо саосећајни.[70]
- Да нас дотакну сузе и бол других и да им помогнемо љубављу и саосећањем.[68]
- Да волимо друге најбоље што можемо.[68]
- Да једемо, пијемо и будемо весели.[110]

### Да имамо моћ, да будемо бољи
- Да стремимо ка моћи[111] и супериорности.[109]
- Да владамо светом.[76]
- Да познајемо и владамо светом.[112][113]
- Да познајемо и владамо природом.[90]

### Живот нема смисла
- Живот или људско постојање нема стварни смисао или сврху јер се људска егзистенција догодила случајно у природи и ништа што постоји случајно нема никакву сврху.[94]
- Живот нема смисла, али као људи, ми покушавамо да вежемо смисао и сврху како бисмо могли да оправдамо наше постојање.[68]
- Нема смисла у животу и то је управо оно што га чини посебним.[68]

### Не треба тежити да знамо и разумемо смисао живота
- Одговор на смисао живота је превише дубок да бисмо га знали и разумели.[94]
- Никада нећемо живети ако тражимо смисао живота.[68]
- Смисао живота је да се заборави потрага за смислом живота.[68]
- На крају, особа не би требало да пита шта је смисао њеног живота, већ треба да призна да је то нешто што сама себе пита.[114]

### Живот је лош
- Боље да никад не постојимо. Људи ће увек доживљавати бол (повреду) која је тежа од било каквог задовољства. Никад не постојати значи да људи неће доживети бол, нити ће бити у неповољном положају због недоживљавања задовољства ако не постоје. Ово се описује као асиметрија задовољства и бола.[115]